# براق كبلان
براق كبلان (بالألمانية: Burak Kaplan)‏ (مواليد 2 يناير 1990 في ألمانيا) لاعب كرة قدم تركي يلعب حاليا لصالح نادي الدرجة الأولى باير ليفركوزن الإنجليزي منذ 1997 في مركز الوسط المحوري .

## روابط خارجية
- براق كبلان على موقع الاتحاد الأوربي (الإنجليزية)
- براق كبلان على موقع اتحاد تركيا (لاعب) (الإنجليزية)
- براق كبلان على موقع قاعدة بيانات كرة القدم.إي يو (الإنجليزية)
- براق كبلان على موقع بيانات كرة القدم. دي إي (الألمانية)
- براق كبلان على موقع عالم كرة القدم.نت (الإنجليزية)
- براق كبلان على موقع كووورة